# NGC 1217-1
NGC 1217-1 is een spiraalvormig sterrenstelsel in het sterrenbeeld Oven. Het hemelobject werd op 22 oktober 1835 ontdekt door de Britse astronoom John Herschel.

## Synoniemen
- PGC 11641
- ESO 300-10
- MCG -7-7-3
- AM 0304-391
- IRAS03041-3913